# Aristide Boucicaut
Aristide Boucicaut (14 de juliol de 1810 - 26 de desembre de 1877) fou un empresari i emprenedor francès. El 1852 va crear a París el primer gran magatzem, Le Bon Marché, que el va convertir en un pioner del comerç modern. El seu exemple va ser copiat ràpidament a altres llocs de França i a l'estranger.